# Mitrydates, król Pontu (KV 87)
Mitrydates, król Pontu (Mitridate, re di Ponto) KV 87 – trzyaktowa opera seria autorstwa Wolfganga Amadeusa Mozarta z librettem Vittorio Amadeo Cigna-Santi według Jeana Racine’a.
Dzieło powstawało między wrześniem a początkiem grudnia 1770 w Bolonii i Mediolanie. Prapremiera odbyła się w Regio Ducal Teatro (przyszła La Scala) w Mediolanie, 26 grudnia 1770. Rękopis opery zaginął.
Mitrydates, król Pontu to pierwsza wielka opera seria Mozarta, napisał ją w wieku 14 lat, w trakcie swojej pierwszej podróży do Italii (1769–1771).
Opera była wystawiana 22 razy. Przedstawienie wraz z baletem trwało ok. 6 godzin.

## Osoby
- Mitrydates (Mitrydates VI Eupator), król Pontu, tenor
- Aspazja, jego narzeczona, sopran
- Ksyfares, młodszy syn Mitrydatesa, sopran
- Farnakes, starszy syn Mitrydatesa, alt
- Ismena, księżniczka Partów, sopran
- Marcjusz, rzymski oficer, tenor
- Arbates, gubernator miasta Nymphaeum, sopran

Akcja toczy się w starożytności, w królestwie Pontu za panowania Mitrydatesa VI Eupatora. Fabuła jest typowa dla oper z tamtego okresu. Król Mitrydates, oślepiony żądzą władzy wierzy, że zarówno synowie jak i kochanka zdradzają go. Chce wystawić ich na próbę udając własną śmierć. Synowie są zmuszeni do tego by sprzeciwić się ojcu, mimo tego że darzą go miłością. Ostatecznie Mitrydates gotów jest zabić całą trójkę, jednak on sam jest jedyną postacią która ginie.